# Disney Channel (Latinská Amerika)
Disney Channel (Latinská Amerika) je oblast vysílání televizní stanice Disney Channel. V Latinské Americe vysílá kabelově.
Od roku 2000 vysílala prémiově, ale od roku 2004 se stala standardní kabelovou televizí v Latinské Americe.

## Orginální seriály
Tento seznam obsahuje seznam seriálů pocházející z Latinské Amerika.
| Název    | Premiéra         | Region vzniku | Poznámka                     |
| -------- | ---------------- | ------------- | ---------------------------- |
| Violetta | 12. května 2012  | Argentina     | 3 série – ukončeno           |
| Soy Luna | 14. března 2016  | Argentina     | 2 série – 3. série ve výrobě |
| 11       | 13. března 2017  | Argentina     | 1 série – 2. série ve výrobě |
| Juacas   | 3. července 2017 | Brazílie      | 1 série – ukončeno           |